# Mimela flavipes
Mimela flavipes är en skalbaggsart som beskrevs av Lin 1988. Mimela flavipes ingår i släktet Mimela och familjen Rutelidae. Inga underarter finns listade i Catalogue of Life.